# Hip Hop Family Tree

Hip Hop Family Tree est une série de bande dessinée américaine créée par Ed Piskor initialement publiée sur le site Boing Boing en 2012 puis en album aux éditions Fantagraphics. Elle raconte l'histoire de la culture hip-hop américaine et a remporté en 2015 le Eisner Award du meilleur travail inspiré de la réalité. 

## Traductions
Hip Hop Family Tree est publié en italien chez Panini Comics, en allemand par Metrolit, au Japon par Presspop, en portugais par Veneta et en France aux éditions Papa Guédé.